# Bastardo
Bastardo – kolonialna moneta portugalska z czasów Manuela I (1495–1521) oraz Sebastiana I (1557–1578) bita w Malakce ze stopu tutenag, o wartości 60 reis.